# How It Happened (film 1913)
How It Happened è un cortometraggio muto del 1913 scritto, diretto e interpretato da William Duncan. Tra gli altri attori del film prodotto dalla Selig Polyscope Company, Myrtle Stedman e Lester Cuneo.

## Produzione
Il film fu prodotto dalla Selig Polyscope Company.

## Distribuzione
Distribuito dalla General Film Company, il film - un cortometraggio di una bobina - uscì nelle sale cinematografiche statunitensi il 6 febbraio 1913. Il 4 maggio 1913, venne distribuito anche nel Regno Unito.